# Siberut
Siberut è un'isola dell'Indonesia occidentale, appartenente all'arcipelago delle isole Mentawai localizzate a 150 km ad ovest di Sumatra, e separate da questa dallo Stretto delle Mentawai. La parte occidentale dell'isola rientra all'interno del Parco nazionale di Siberut, istituito nel 1993. Buona parte dell'isola è coperta da foresta pluviale.
Siberut si estende su una superficie di 4.030 km², ed è l'isola più vasta e settentrionale delle isole Mentawai. Appartiene alla provincia di Sumatra Occidentale. A nord-ovest è situato l'arcipelago delle isole Batu, mentre a sud est Sipora. Tra le piccole isole adiacenti a Siberut vi sono Karamajet e Masokut.
L'isola fu investita nel 2004 dal potente tsunami che devastò il sud-est asiatico.